# Weekly Toro Station
Weekly Toro Station (яп. 週刊トロ・ステーション Сюкан Торо Суте: сён) — игра, разработанная Bexide и Sony Computer Entertainment для консолей PlayStation 3 и PlayStation Portable. Является сиквелом Mainichi Issho. Игра была выпущена 11 ноября 2009 года в японском PlayStation Store.

## Toro Station
Weekly Toro Station на самом деле является заменой Mainichi Issho. Mainichi Issho распространялась бесплатно с 11 ноября 2006 по 11 ноября 2009 года, после чего был заменён на эту игру. Основной функцией Mainichi Issho была ежедневная служба новостей под названием Toro Station (яп. トロステーション). Это дорогостоящее обслуживание было убрано в Weekly Toro Station и заменено еженедельным сервисом, ориентированном на новостях о культуре видеоигр и манги/аниме.

## Персонажи
- Торо
- Куро
- TV
- Продюсер
- Няватар

## Центр игры
Все десять мини-игр из Mainichi Issho доступны для свободной игры в Игровом Центре (яп. ゲーム センター Гэму Сэнта). Чтобы сыграть в эти игры нужно один раз заплатить, так как в игре требуют подписку на услугу, такую как лицензию на косплей. Коллекционирование игрушек капсул по-прежнему доступно, они могут быть приобретены с медалями (10 медалей стоят 100 иен, 60 медалей — 500 иен). Есть все виды мини-игр: одиночные игры, для двух игроков и онлайн; некоторые из них даже контролируются датчиком движения.
1. Майнити Правый Мозговой Рейтинг (англ. Mainichi Right Brain Ranking)
2. Майнити Правая Мозговая Битва (англ. Mainichi Right Brain Battle)
3. Майнити Рисование Сиритори (англ. Mainichi Picture Shiritori)
4. Стрельба Ангелами (англ. Angel Shooting)
5. Три стримеров карпа (англ. Koi no Mi no Bori)
6. Ноби Ноби Змей (англ. Nobi Nobi Snake)
7. Гонки Торо (англ. 7.Toro Racer)
8. Боулинг (англ. Bowling)
9. Скорость (англ. Speed)
10. Теннис (англ. Tennis)

## Членство Платиня
Платиня (англ. Platinya) является смешением слов платина и ня, причем последнее слово — японский эквивалент к мяу. Членство стоит 800 иен за 30-дневную подписку, которая позволяет игроку получить доступ к эксклюзивному содержанию, такие как обратные номера Станции Торо.